# キーステン・レフシン
キーステン・レフシン（デンマーク語: Kirsten Refsing、1948年9月14日 – 2023年9月22日）とは、デンマーク人アイヌ語研究者。2006年から2011年にかけてコペンハーゲン大学の人文学部長を務めている。

## 人物・来歴
1948年9月14日にフレゼリシアの病院で生まれた。
1966年にフレゼリシア・ギムナジウムを卒業し、1977年までコペンハーゲン大学で日本語を学習した。この頃、一時東京の早稲田大学にも留学している。
1986年には博士号を取得し、以後コペンハーゲン大学でアイヌ語に関する論文を発表し業績を積んだ。1984年から1990年にかけてはオーフス大学の教授を務め、その後コペンハーゲン大学東アジア研究所の教授を務めた。 1995年から2006年までは香港大学日本学科の教授を務め、2006年から2011年にかけてコペンハーゲン大学人文学部学部長に就任した。
2011年11月18日、それまでの功績からダンネブロ勲章を授与された。